# Nobarbadhuis

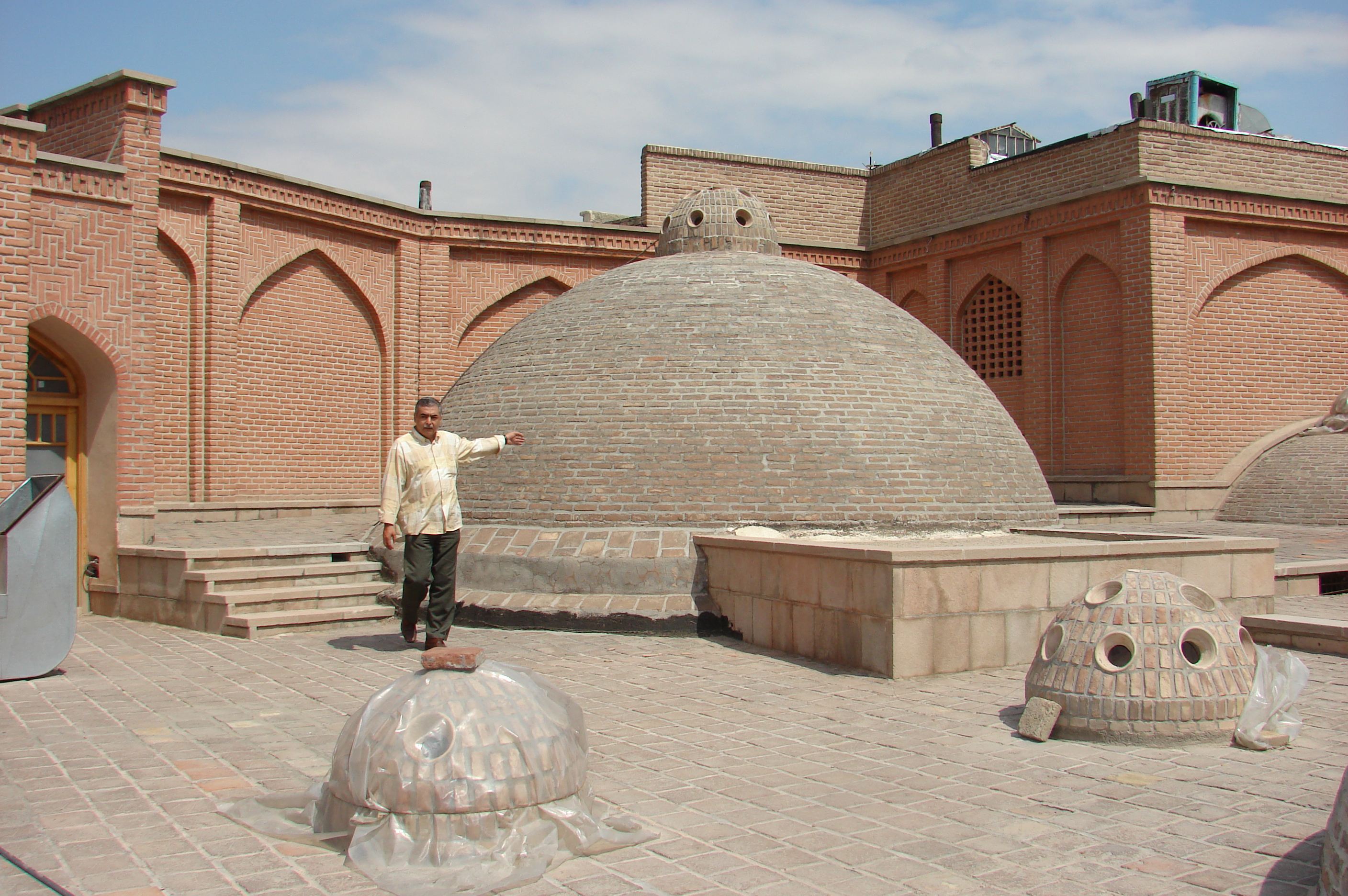
Dak van het Nobarbadhuis

Het Nobarbadhuis is een van de historische baden van Tabriz, (Iran). Het is gebouwd in het centrum van de stad, vlak bij de Nobarpoort, een van de oude poorten van Tabriz. Het Nobarbadhuis, dat een gebied van ongeveer 700 vierkante meter beslaat, werd gebruikt als hamam tot 1994. 
De ruïnes zijn gerestaureerd door de Cultureel Erfgoed Organisatie van de provincie Oost-Azerbeidzjan en geregistreerd als deel van het Iraanse Nationaal Erfgoed.
Net als de andere baden in Iran, heeft het Nobarbadhuis een smalle doorgang, Sar-beena (omkleedruimte), hete ruimte, waterbassin en Garm-Khaneh (wasruimte), die versierd is met baksteen en tegelpatronen. Bovendien waren er enkele privé-badkamers, Shah-neshin genaamd, bestemd voor koninklijke families.